# Myrabolia micra
Myrabolia micra – gatunek chrząszcza z rodziny Myraboliidae.
Gatunek ten opisany został po raz pierwszy w 2008 roku przez Wiolettę Tomaszewską i Adama Ślipińskiego na podstawie sześciu okazów odłowionych w styczniu 1986 roku. Epitet gatunkowy odnosi się do małych rozmiarów gatunku w porównaniu z innymi przedstawicielami rodziny.
Chrząszcz o podługowato-owalnym ciele długości od 1,8 do 1,98 mm, od 2,77 do 2,88 raza dłuższym niż szerokim. Jego błyszczący oskórek porastają długie włoski. Ubarwiony jest czarno z pomarańczowobrązowymi: buławkami czułków, odnóżami i nasadami pokryw. Czułki mają człony od czwartego do ósmego co najwyżej tak długie jak szerokie, przy czym piąty jest nieco szerszy od sąsiednich. Przedplecze jest stosunkowo poprzeczne; jego długość wynosi od 0,74 do 0,77 jego szerokości. Lekko faliste brzegi boczne przedplecza zaopatrzone są w karbowane listewki i małe, ostre ząbki. Tylne kąty przedplecza są lekko ząbkowate. Pokrywy mają stosunkowo ostro karbowane brzegi boczne na wysokości barków i ząbek w kątach przednich. Odległości między punktami w rzędach pokryw wynoszą od dwu- do trzykrotności ich średnicy. Genitalia samca charakteryzują się niemal walcowatymi paramerami z długimi szczecinkami wierzchołkowymi i krótkimi szczecinkami przedwierzchołkowymi.
Owad endemiczny dla południowej części Australii Zachodniej. Holotyp odłowiono na drzewie z gatunku Agonis flexuosa.